# Американское общество композиторов, авторов и издателей
Американское общество композиторов, авторов и издателей (англ. The American Society of Composers, Authors and Publishers, ASCAP) — американская некоммерческая организация, отстаивающая исключительные авторские права своих членов и собирающая гонорары за исполнение их музыки. Основана в 1914 году.

## История
ASCAP была основана композитором Victor Herbert в Нью-Йорке 13 февраля 1914 года для защиты авторских прав музыкальных произведений своих членов, главным образом авторов и издателей, базировавшихся в районе Tin Pan Alley.
Среди первых членов ASCAP были композиторы Ирвинг Берлин, Джеймс Джонсон, Джером Керн и Джон Филип Суза, либреттист Отто Харбах. В 1942—1948 годах президентом был композитор Димс Тейлор. В 1930 году ASCAP выкупила долю в Ассоциации композиторов, авторов и издателей Канады.
На июль 2009 года членами ASCAP являлись более 360 000 композиторов, авторов, музыкантов и издателей. Среди них практически все рок- и поп-звёзды и авторы-исполнители кантри, блюза, хип-хопа, джаза и классических произведений.
В 2008 году, ASCAP собрала более US$933 млн за лицензированное исполнение музыки и выплатила своим членам US$817 млн в качестве гонорара (royalties), оставив себе 11,3 % на операционные расходы.
Сегодня ASCAP является одной из крупнейших в мире организаций, отслеживающих выполнение авторских прав авторов. ASCAP лицензирует более 11,500 локальных коммерческих радиостанций и 2000 некоммерческих вещателей, а также около 100 иностранных однотипных с ней организаций со всех континентов.
В Соединенных Штатах ASCAP конкурирует с двумя другими авторскими организациями: Broadcast Music Incorporated (BMI) и Society of European Stage Authors and Composers (SESAC).

## Награды
Общество ASCAP награждает лучших своих членов ежегодными наградами на специальных шоу по 7 музыкальным категориям: Поп-музыка, Ритм-н-блюз и Соул, Фильмы и Телевидение, Латиноамериканская музыка, Кантри, Christian и Concert Music. Также существует Jazz Wall of Fame с ежегодным введением в этот Зал новых почётных членов.

### Руководитель ASCAP против свободной культуры
- Доктороу, Кори. ASCAP raising money to fight Free Culture (англ.) (23 июня 2010). Дата обращения: 4 марта 2013. Архивировано 12 марта 2013 года.
- Masnick, Mike (28 июля 2010). ASCAP Boss Refuses To Debate Lessig; Claims that It's an Attempt To 'Silence' ASCAP. блог на Techdirt. Архивировано 31 июля 2010. Дата обращения: 5 марта 2013.